# 凡尔登 (地区)
凡尔登，或按其作为凡尔登的形容词形式的名称音译作凡尔登努瓦、韦迪努瓦（法語發音：[vɛʁdynwa]），全称凡尔登地区（法語：Pays verdunois），是法国默兹省城市凡尔登附近的一个地区。 

## 地理
1790年之前，该地区从南到北长约66 km ，从东到西的宽度大致相同 。 

## 地名
该地区曾被提及的名称: Pagus Virdonensis (709年) ;  In pago Vereduninse (755年) ; Comitatus Virdunensis (765年) ; Pagus Virdunensis (846年) ; Viridunenses (870年) ; In comitatu Virdunensi (914年) ;  In pago Virdunensi (956年) ; In pago et comitatu Virdunensi (962年) ;  Virdunestum, Virduneseyum (1402年) ; Virdunois (1658年) ; Diæcesis Virdunensis (1738年) ; Virodunenses (1740年).
该地区名称也存在于一些村镇的名称中：凡尔登地区博蒙（Beaumont-en-Verdunois）、凡尔登地区贝尔吕（Belrupt-en-Verdunois）、凡尔登地区埃屈雷（Écurey-en-Verdunois）、凡尔登地区讷维尔（Neuville-en-Verdunois）。  